# Jason Lezak
Jason Edward Lezak (Bellflower (Californië), 12 november 1975) is een voormalig internationaal topzwemmer uit de Verenigde Staten, die gespecialiseerd was in de 50 en 100 meter vrije slag.
Op internationale toernooien liet Lezak het op de individuele nummers geregeld afweten op de belangrijke momenten. Toch was hij een belangrijke schakel in de Amerikaanse estafetteploegen, zowel op wereldkampioenschappen als op Olympische Spelen behaalde hij medailles met zowel de 4x100 meter vrije slag estafette als met de 4x100 meter wisselslagestafette. Bij de Olympische Zomerspelen 2008 was hij de slotzwemmer van een spannende 4x100 meter estafette waarin de Verenigde Staten met 0,08 seconden wonnen van Frankrijk.

## Belangrijkste resultaten
| Jaar | Olympische Spelen                                                  | WK langebaan                                                                   | WK kortebaan                                                                | PanPacs                                                              |
| ---- | ------------------------------------------------------------------ | ------------------------------------------------------------------------------ | --------------------------------------------------------------------------- | -------------------------------------------------------------------- |
| 1999 |                                                                    |                                                                                | geen deelname                                                               | 4x100m vrije slag                                                    |
| 2000 | 4x100m vrije slag · 4x100m wisselslag · Lezak zwom enkel de series |                                                                                | geen deelname                                                               |                                                                      |
| 2001 |                                                                    | 8e 100m vrije slag                                                             |                                                                             |                                                                      |
| 2002 |                                                                    |                                                                                | 5e 50m vrije slag · 4x100m vrije slag · 4x100m wisselslag                   | 50m vrije slag · 4x100m vrije slag · 4x100m wisselslag               |
| 2003 |                                                                    | 8e 50m vrije slag · 4e 100m vrije slag · 4x100m vrije slag · 4x100m wisselslag |                                                                             |                                                                      |
| 2004 | 5e 50m vrije slag · 4x100m vrije slag · 4x100m wisselslag          |                                                                                | 8e 50m vrije slag · 100m vrije slag · 4x100m vrije slag · 4x100m wisselslag |                                                                      |
| 2005 |                                                                    | 4e 100m vrije slag · 4x100m vrije slag · 4x100m wisselslag                     |                                                                             |                                                                      |
| 2006 |                                                                    |                                                                                | 4x100m vrije slag                                                           | 100m vrije slag · 4x100m vrije slag · 4x100m wisselslag              |
| 2007 |                                                                    | 5e 100m vrije slag · 4x100m vrije slag                                         |                                                                             |                                                                      |
| 2008 | 100m vrije slag · 4x100m vrije slag · 4x100m wisselslag            |                                                                                | 4x100m wisselslag · Lezak zwom enkel in de series                           |                                                                      |
| 2009 |                                                                    | geen deelname                                                                  |                                                                             |                                                                      |
| 2010 |                                                                    |                                                                                | geen deelname                                                               | DNS B-finale 50m vrije slag · 4e 100m vrije slag · 4x100m vrije slag |
| 2011 |                                                                    | 20e 100m vrije slag · 4x100m vrije slag                                        |                                                                             |                                                                      |
| 2012 | 4x100m vrije slag · Lezak zwom enkel de series                     |                                                                                |                                                                             |                                                                      |

## Persoonlijke records

### Kortebaan
| Afstand         | Tijd  | Datum           | Plaats    |
| --------------- | ----- | --------------- | --------- |
| 50m vrije slag  | 21,39 | 17 januari 2001 | Sheffield |
| 100m vrije slag | 46,98 | 30 januari 2004 | New York  |

### Langebaan
| Afstand         | Tijd  | Datum       | Plaats      |
| --------------- | ----- | ----------- | ----------- |
| 50m vrije slag  | 21,90 | 22 mei 2009 | Los Angeles |
| 100m vrije slag | 47,58 | 2 juli 2008 | Omaha       |

## Wereldrecords

### Langebaan
| Afstand                                                                | Tijd    | Datum            | Plaats |
| ---------------------------------------------------------------------- | ------- | ---------------- | ------ |
| 4x100m vrije slag met Michael Phelps, Garrett Weber-Gale, Cullen Jones | 3.08,24 | 11 augustus 2008 | Peking |